# Toyotama-hime
Toyotama-hime (豊玉姫 (Phong Ngọc Cơ))  còn được gọi là Otohime (乙姫 (Ất Cơ)), là một nữ thần trong thần thoại Nhật Bản. Nàng là con gái của thần biển Ryūjin. Nàng kết hôn với chàng thợ săn Hoori và hạ sinh một con trai sau này là cha của Thiên hoàng Jimmu, Thiên hoàng đầu tiên của Nhật Bản. Sau khi sinh con, bà biến thành một con rồng hay wani và bay đi mất.
Otohime cũng là một nhân vật trong trò chơi điện tử Ōkami.